# Виделль-Сеттерстрём, Якоб
Якоб Микаэль Виделль-Сеттерстрём (швед. Jacob Mikael Widell Zetterström; род. 11 июля 1998, Стокгольм) — шведский футболист, вратарь клуба «Дерби Каунти» и сборной Швеции.

## Клубная карьера
Начинал заниматься футболом в «Юргордене», когда ему было 8 лет. В 16-летнем возрасте перебрался в «Лидингё», где дорос до взрослой команды. В её составе дебютировал 24 мая 2015 года в игре четвёртого шведского дивизиона против «Йерлы», в котором оставил свои ворота в неприкосновенности. Провёл за команду три сезона, за время которых «Лидингё» вышел во второй дивизион, а Виделль-Сеттерстрём принял участие в 38 матчах, в которых пропустил 41 мяч.
7 января 2019 года вернулся в «Юргорден», подписав с родным клубом контракт на один год с возможностью также выступать за «Лидингё». В конце марта получил сотрясение мозга и был вынужден пропустить некоторое время. Восстановившись от травмы, в конце мая продолжил выступления за команду во втором дивизионе. 23 июня в игре с «Кунгсенген» в середине первого тайма получил ещё одну травму головы, в результате чего был заменён. Из-за этого Виделль-Сеттерстрём был вынужден пропустить остаток сезона. В конце года контракт с клубом истёк и вратарь решил сделать перерыв в карьере, чтобы полностью восстановить здоровье.
В январе 2021 года Якоб приступил к тренировкам в общей группе основной команды. 17 марта подписал с «Юргорденом» контракт, рассчитанный на два года. 23 мая в связи с травмой основного вратаря команды Александра Васютина вышел в стартовом составе на матч с «Гётеборгом», тем самым дебютировав за клуб в чемпионате Швеции.

## Клубная статистика
| Выступление      | Выступление      | Выступление      | Лига | Лига | Кубки | Кубки | Конт. кубки | Конт. кубки | Итого | Итого |
| Клуб             | Лига             | Сезон            | Игры | Голы | Игры  | Голы  | Игры        | Голы        | Игры  | Голы  |
| ---------------- | ---------------- | ---------------- | ---- | ---- | ----- | ----- | ----------- | ----------- | ----- | ----- |
| Лидингё          | Дивизион 4       | 2015             | 3    | 0    | 0     | 0     | 0           | 0           | 3     | 0     |
| Лидингё          | Дивизион 3       | 2016             | 5    | -6   | 0     | 0     | 0           | 0           | 5     | -6    |
| Лидингё          | Дивизион 2       | 2017             | 4    | -9   | 0     | 0     | 0           | 0           | 4     | -9    |
| Лидингё          | Дивизион 2       | 2018             | 25   | -25  | 1     | -1    | 0           | 0           | 26    | -26   |
| Лидингё          | Дивизион 2       | 2019             | 7    | -9   | 0     | 0     | 0           | 0           | 7     | -9    |
| Лидингё          | Итого            | Итого            | 44   | -49  | 1     | -1    | 0           | 0           | 45    | -50   |
| Юргорден         | Алльсвенскан     | 2021             | 17   | -27  | 0     | 0     | 0           | 0           | 17    | -27   |
| Юргорден         | Итого            | Итого            | 17   | -27  | 0     | 0     | 0           | 0           | 17    | -27   |
| Всего за карьеру | Всего за карьеру | Всего за карьеру | 61   | -76  | 1     | -1    | 0           | 0           | 62    | -77   |